# Spigelia longiflora
Spigelia longiflora är en tvåhjärtbladig växtart som beskrevs av Sesse och Moc.. Spigelia longiflora ingår i släktet Spigelia och familjen Loganiaceae. Inga underarter finns listade i Catalogue of Life.